# Straw Dogs (2011)
Straw Dogs är en amerikansk thrillerfilm från 2011, skriven, regisserad och producerad av Rod Lurie. Filmen är en nyinspelning av Sam Peckinpahs film från 1971 med samma titel, som i sin tur är baserad på Gordon Williams roman  The Siege of Trencher's Farm. Huvudrollerna i filmen spelas av James Marsden, Alexander Skarsgård, James Woods och Kate Bosworth.
Filmen hade biopremiär den 16 september 2011 i Nordamerika och den 7 oktober i Sverige.

## Handling
David och Amy Sumner (James Marsden och Kate Bosworth), en manusförfattare från Hollywood och hans fru som är skådespelerska, återvänder till hennes lilla hemstad i amerikanska södern för att förbereda hennes barndomshem för försäljning, efter att hennes far dött. Väl där hotas deras äktenskap att gå isär, och gamla konflikter återuppstår med lokalbefolkningen, inklusive Amys ex-pojkvän Charlie (Alexander Skarsgård), vilket leder till en våldsam konflikt.

## Medverkande
| James Marsden       | – David Sumner   |
| Kate Bosworth       | – Amy Sumner     |
| Alexander Skarsgård | – Charlie Venner |
| James Woods         | – Tom Heddon     |
| Dominic Purcell     | – Jeremy Niles   |
| Rhys Coiro          | – Norman         |
| Billy Lush          | – Chris          |
| Laz Alonso          | – John Burke     |
| Willa Holland       | – Janice Heddon  |
| Walton Goggins      | – Daniel Niles   |
| Anson Mount         | – Coach Milkens  |
| Drew Powell         | – Bic            |